# Ga thành phố quốc tế Cheongna
Ga thành phố Quốc tế Cheongna (tiếng Hàn: 청라국제도시역; Hanja: 靑羅國際都市驛) là ga tàu điện ngầm của Đường sắt sân bay Quốc tế Incheon ở Cheongna-dong, Seo-gu, Incheon, Hàn Quốc.

## Lịch sử
- 21 tháng 6 năm 2014: Hoạt động kinh doanh bắt đầu với việc khai trương Ga Thành phố Quốc tế Cheongna trên Đường sắt sân bay Quốc tế Incheon
- Tháng 2 năm 2029: Với việc mở rộng phần mở rộng giữa Ga Seongnam ~ Ga Thành phố Quốc tế Cheongna trên Tàu điện ngầm Seoul tuyến 7, dự kiến sẽ trở thành ga trung chuyển là ga cuối cùng.

## Bố trí ga
| ↑ Geomam    |
| １２ \|     |
| Yeongjong ↓ |

| １ | ● Đường sắt sân bay | ← Hướng đi Geomam · Gyeyang · Sân bay Quốc tế Gimpo · Seoul                                          |
| ２ | ● Đường sắt sân bay | → Hướng đi Yeongjong · Unseo · Nhà ga 1 sân bay Quốc tế Incheon · Nhà ga 2 sân bay Quốc tế Incheon → |

## Xung quanh nhà ga
Nhà ga nằm ở đầu phía bắc của Thành phố Quốc tế Cheongna và hầu hết các khu vực trung tâm thành phố cũng như cơ sở vật chất có thể tạo ra nhu cầu hành khách trong phạm vi 1 km đi bộ đều chưa được hoàn thành vào năm 2016. Nó cách trung tâm thành phố quốc tế Cheongna phát triển hơn 1,5km theo đường thẳng và có tuyến xe buýt thành phố kết nối các khu vực trung tâm thành phố này và nhà ga .
- Đường cao tốc Sân bay Quốc tế Incheon Nút giao thông Bắc Incheon
- Trường nước ngoài Cheongna Dalton
- Gấu Cheongna GC tốt nhất
- Cụm công nghiệp phía Tây
- Thành phố quốc tế Cheongna
- Khu phức hợp công nghiệp số 1 phía Tây Incheon
- Bãi đậu xe
- Trung tâm dữ liệu tích hợp của Tập đoàn tài chính Hana
- Cơ sở toàn cầu Hana

## Hình ảnh

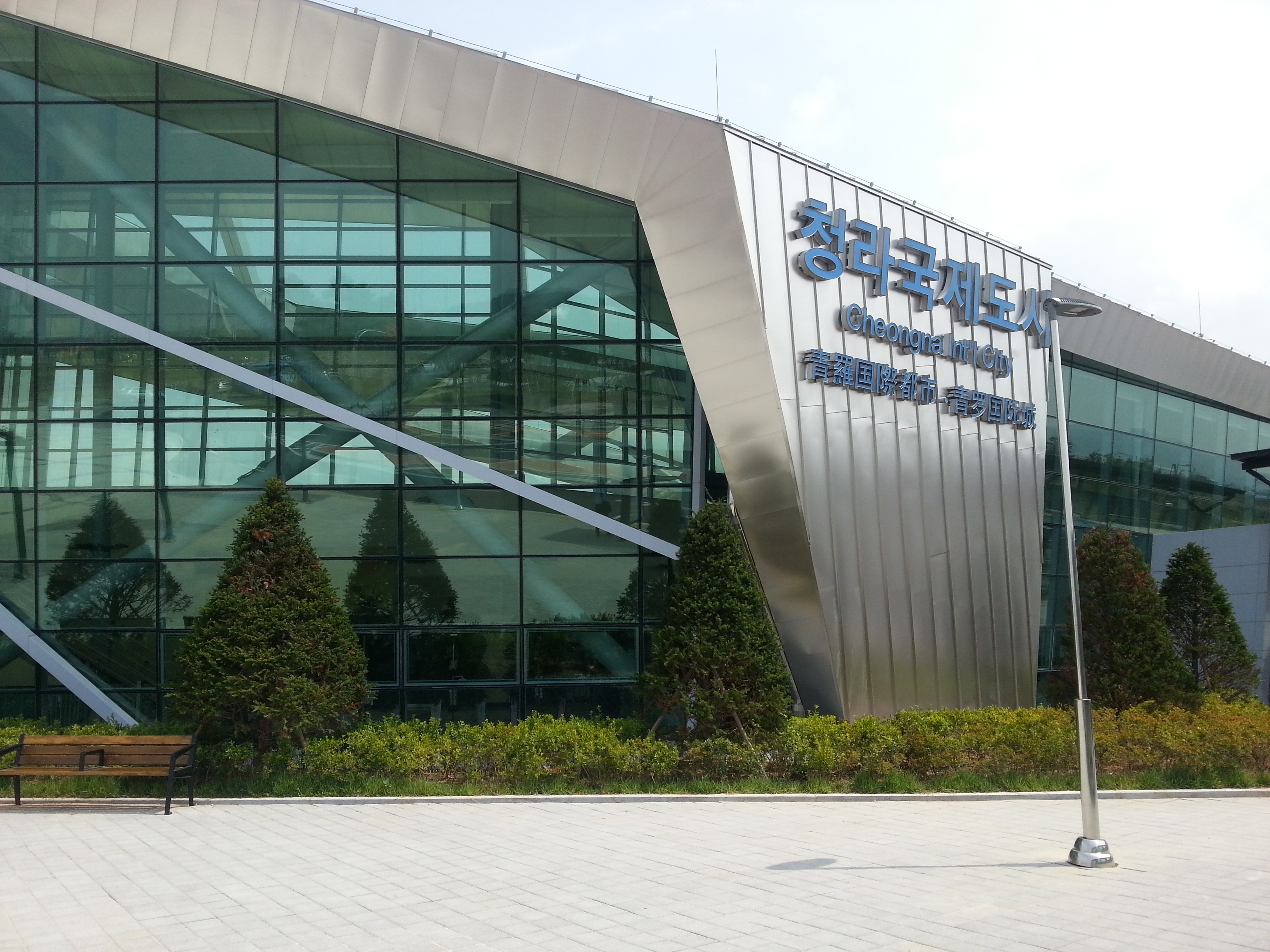
Nhà ga
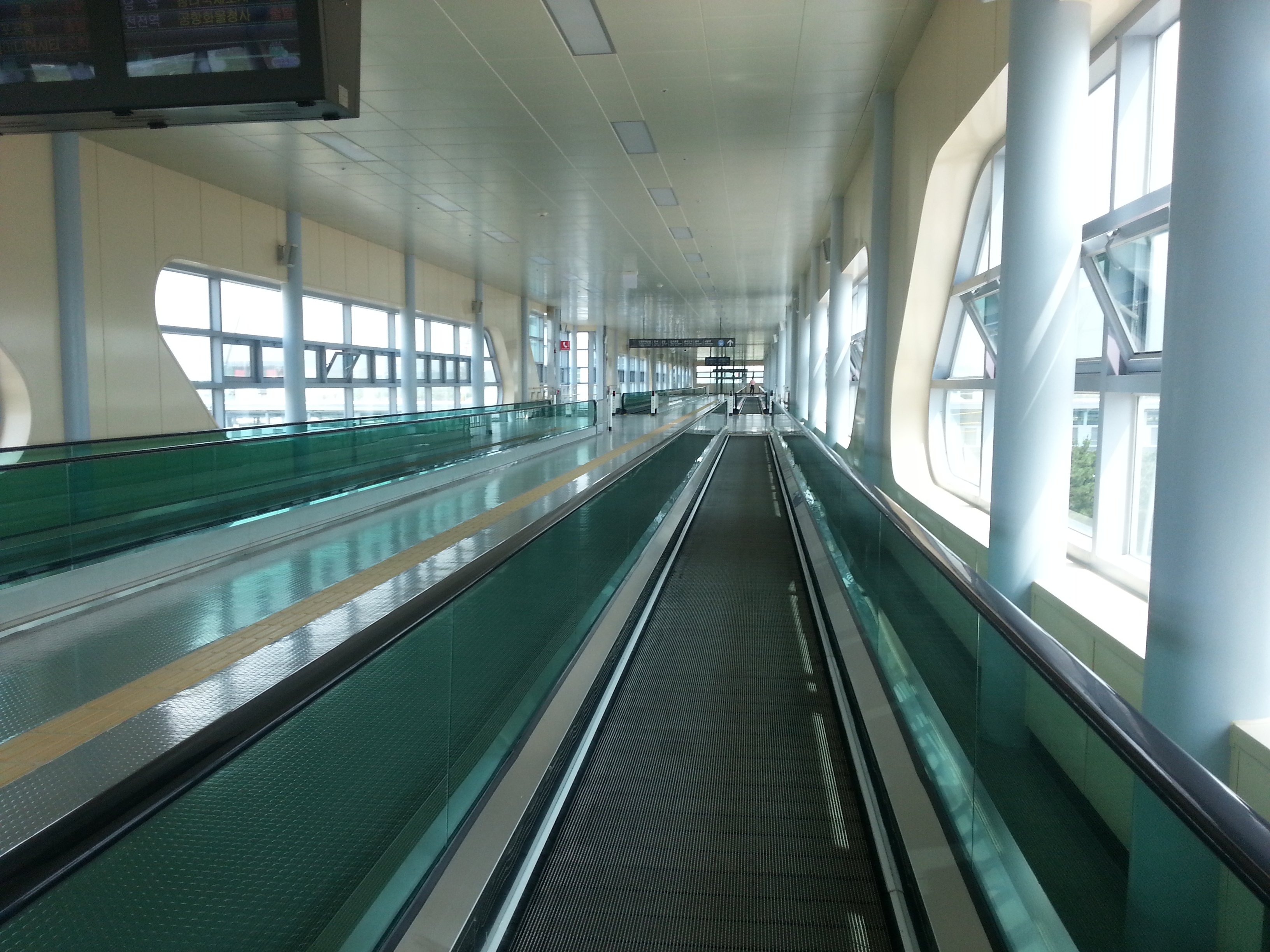
Lối đi nối phòng chờ và sân ga
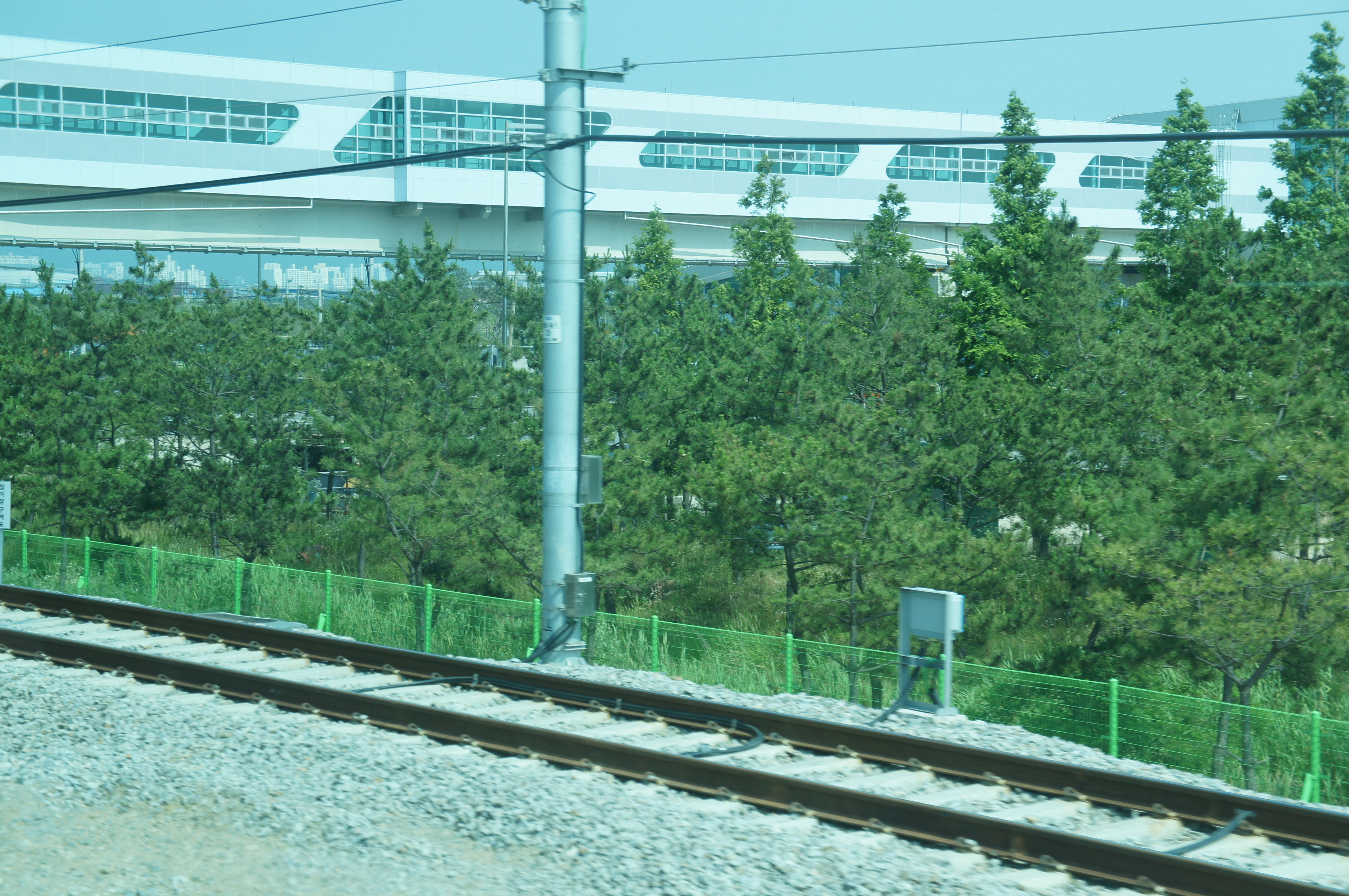
Bên ngoài và đường ray